# 龟浦站 (釜山地铁)
龜浦站（：／ Gupo yeok */?）是釜山地鐵3號線沿線的一座地面車站，位於韓國釜山廣域市北區龜浦洞。

## 車站結構
站體為2面2線側式月台的地面車站，月台位於候車室下方，設有月台幕門，並有2處出口。

### 月台配置
| 德川 ↑     |
| \| 上      |
| ↓ 江西區廳 |

| 月台 | 路線               | 目的地                     |
| ---- | ------------------ | -------------------------- |
| 上行 | ●釜山都市铁道3号线 | 德川、美南、蓮山、水營方向 |
| 下行 | ●釜山都市铁道3号线 | 大渚方向                   |

## 歷史
- 2005年11月28日：落成啟用。

## 車站周邊
- 洛東江
- 龜浦大橋
- 龜浦洞郵局

## 圖片

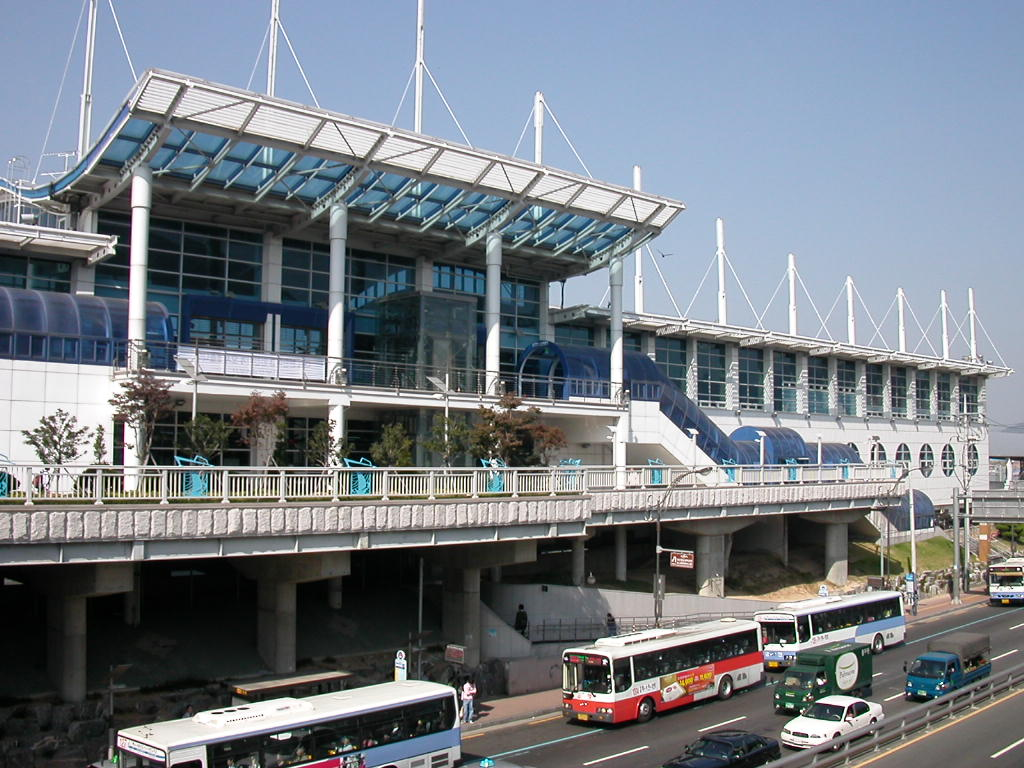
車站建築（2008年）
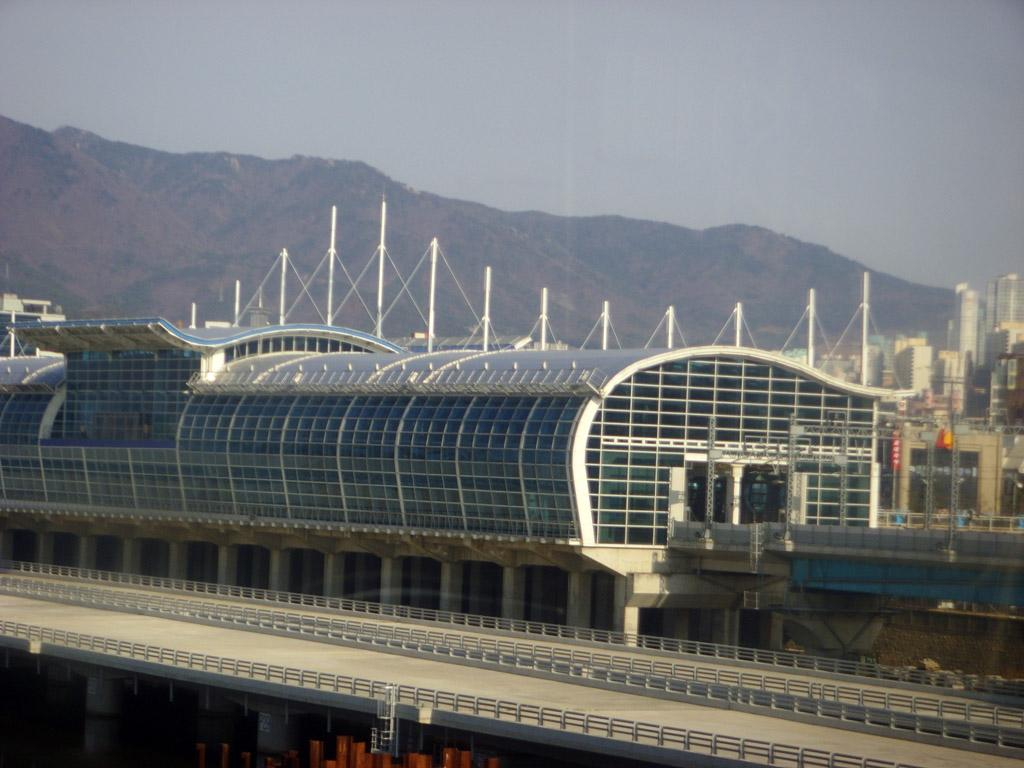
車站建築
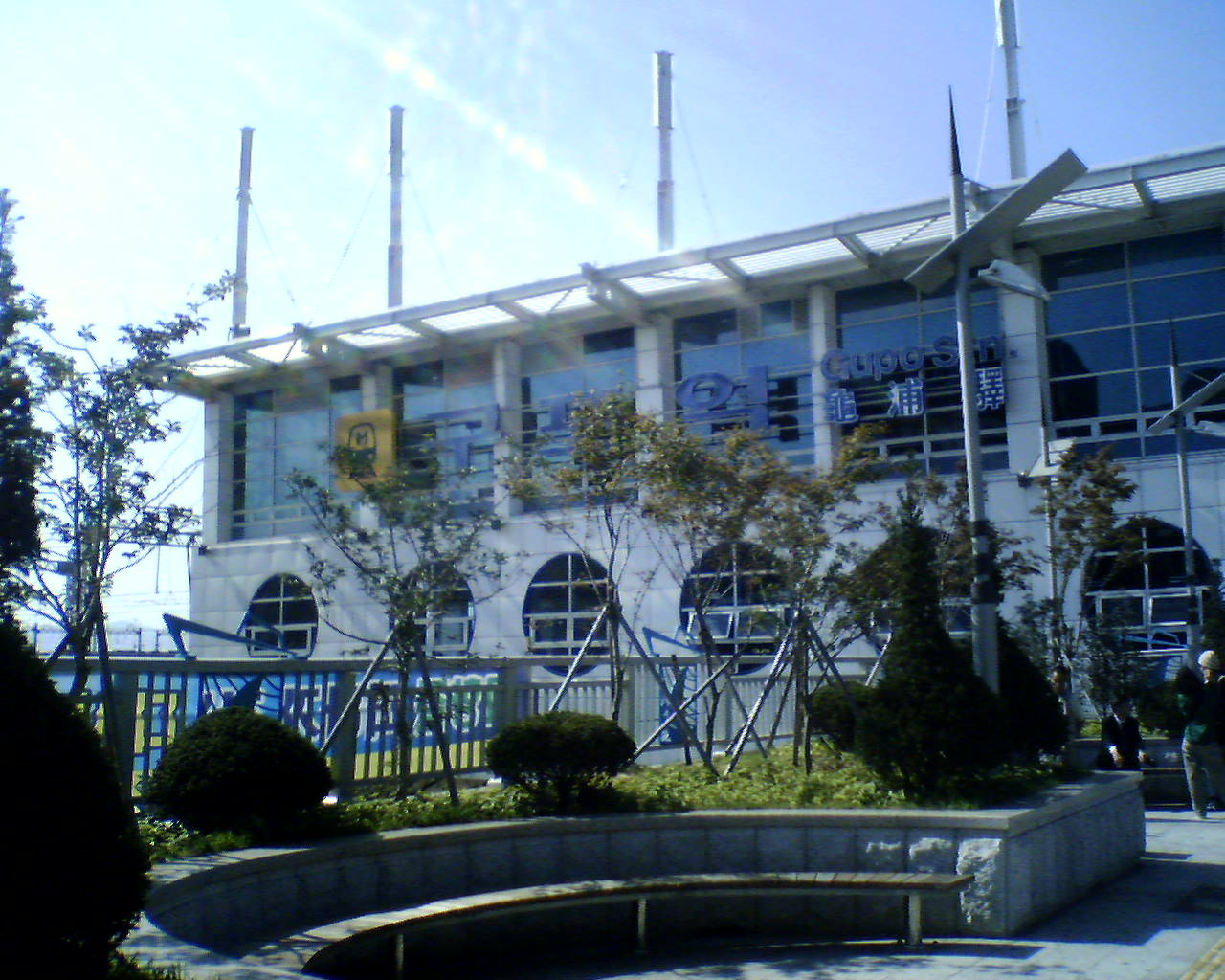
車站建築（2006年）
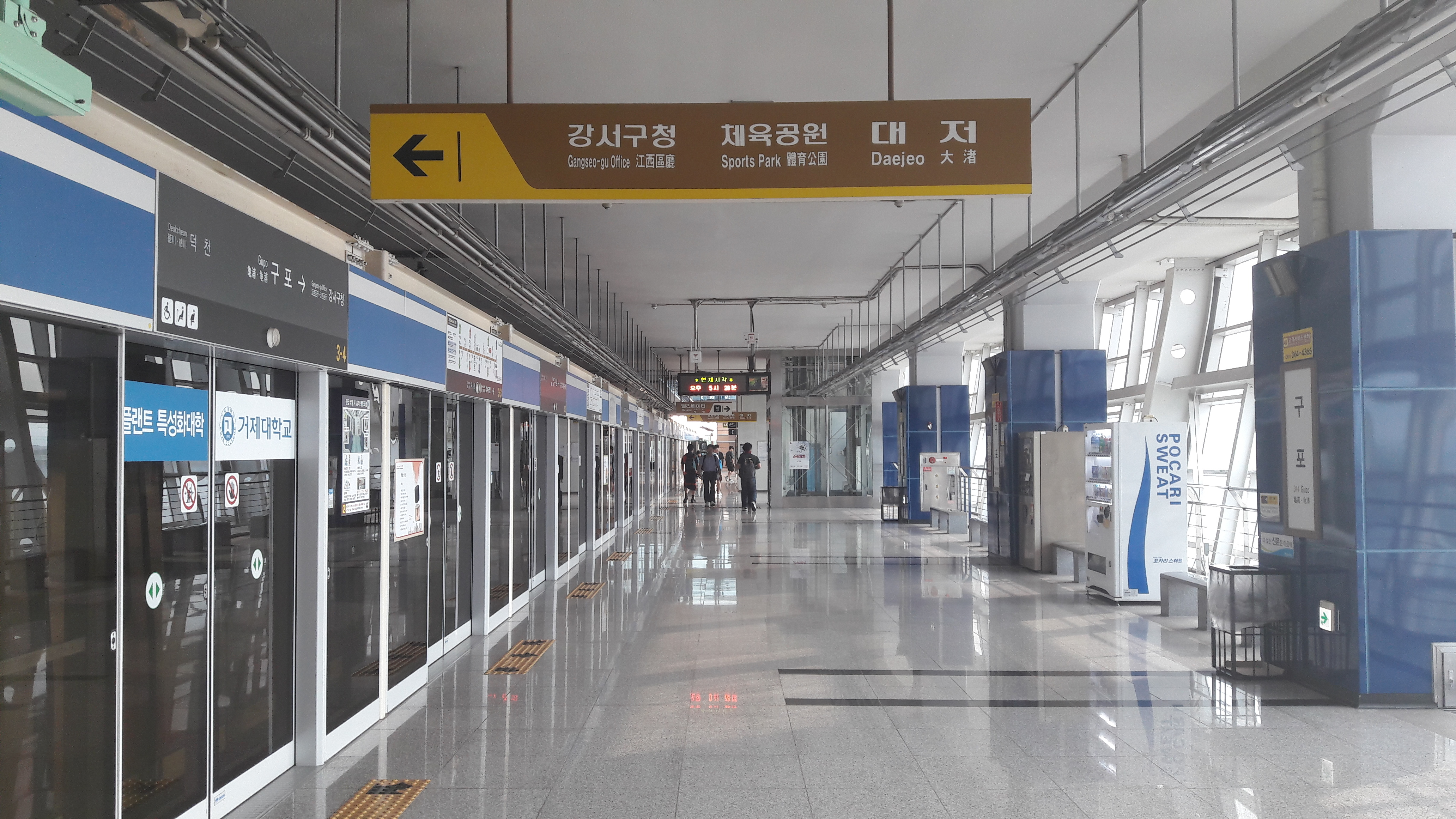
候車月台
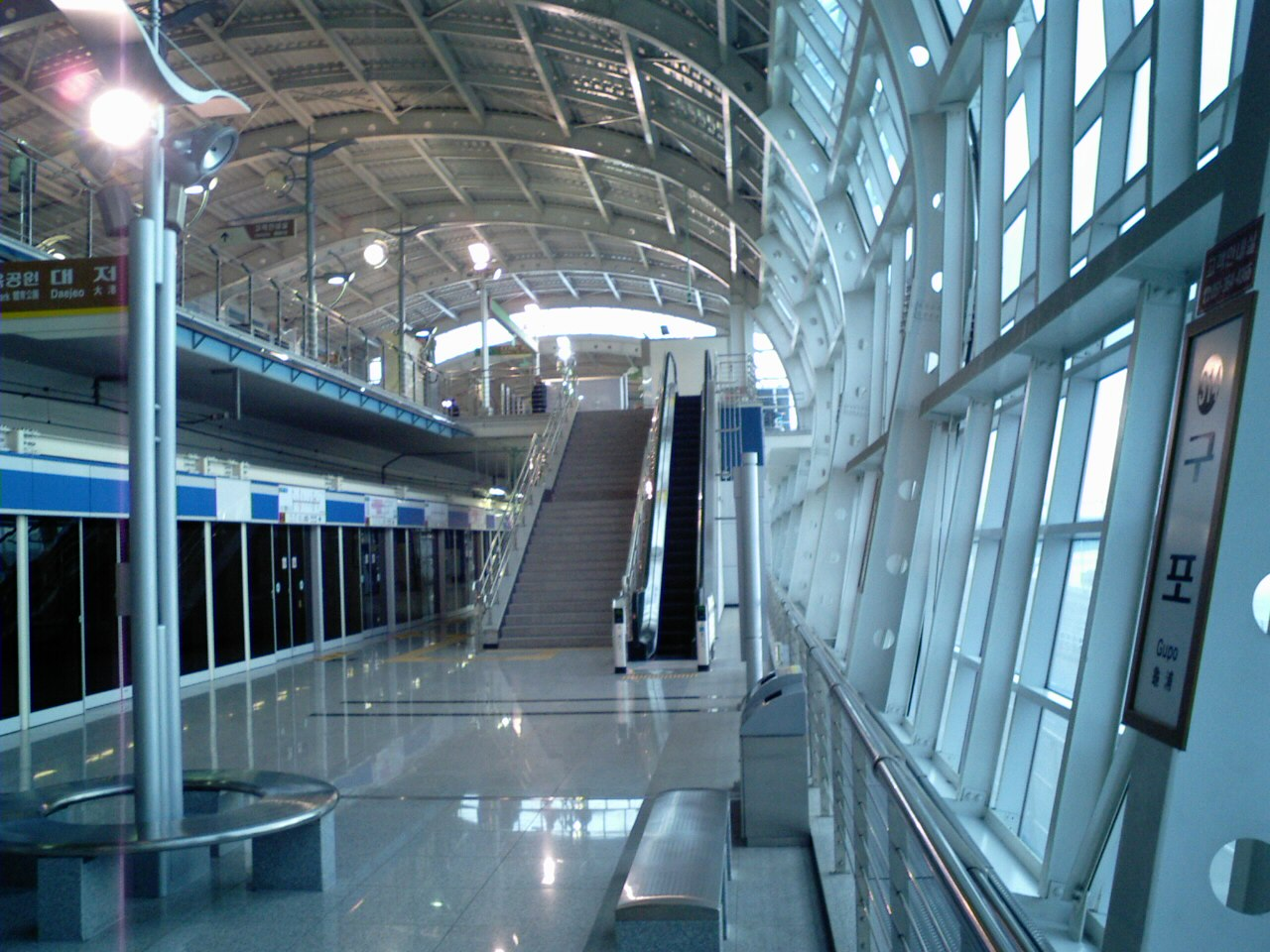
候車月台（往大渚方向）
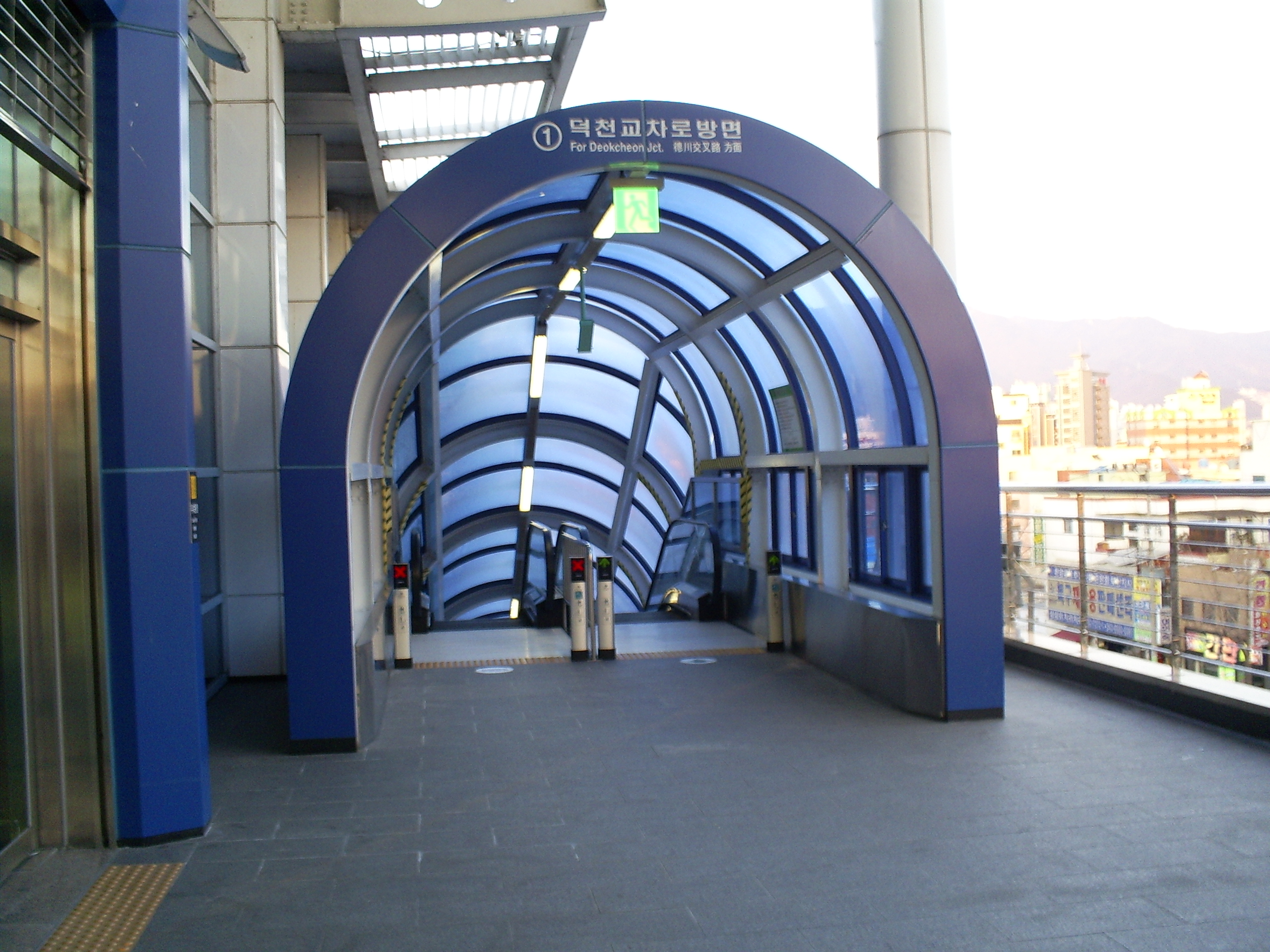
1號出口
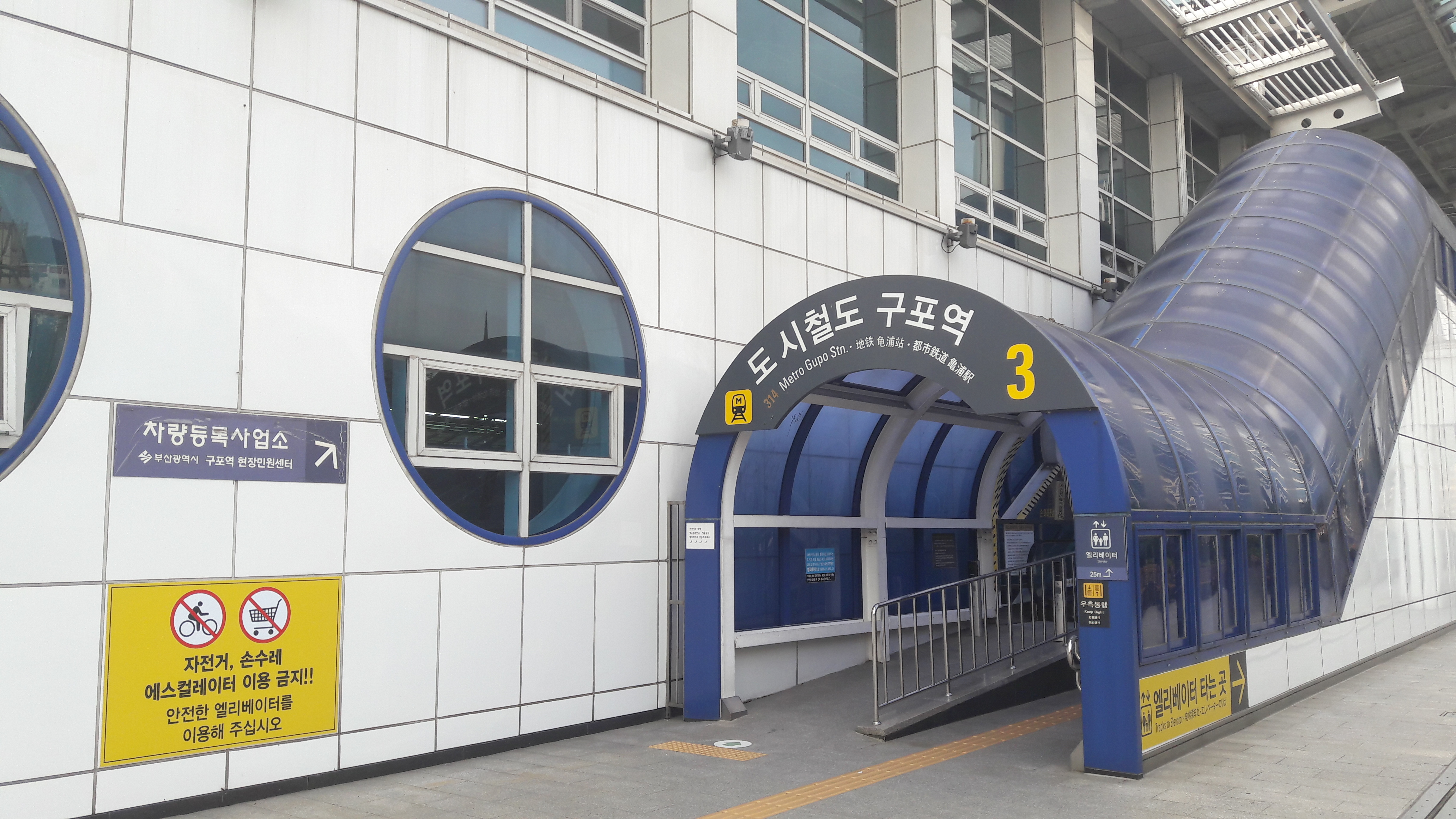
3號出口

## 相鄰車站
釜山交通公社
●釜山都市铁道3号线
德川（313）－龜浦（314）－江西區廳（315）